# L. Combes
L. Combes est un constructeur automobile français.

## Production

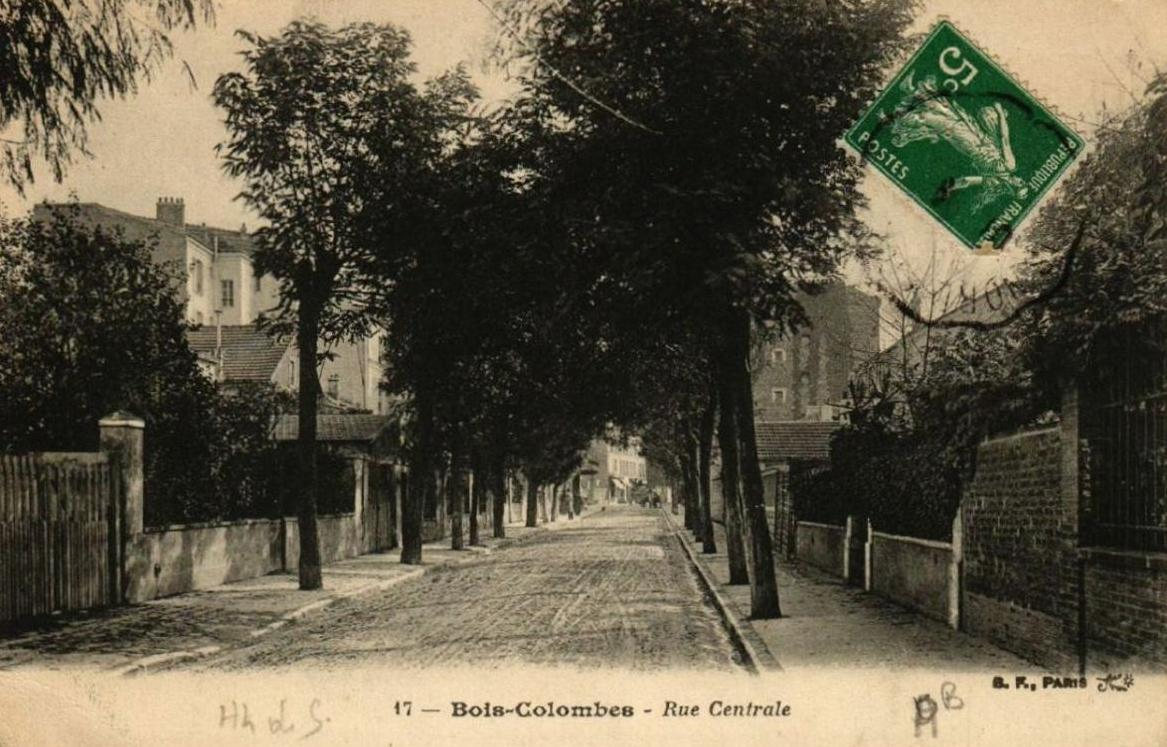
Bois-Colombes. Rue Centrale. ~ (1900)

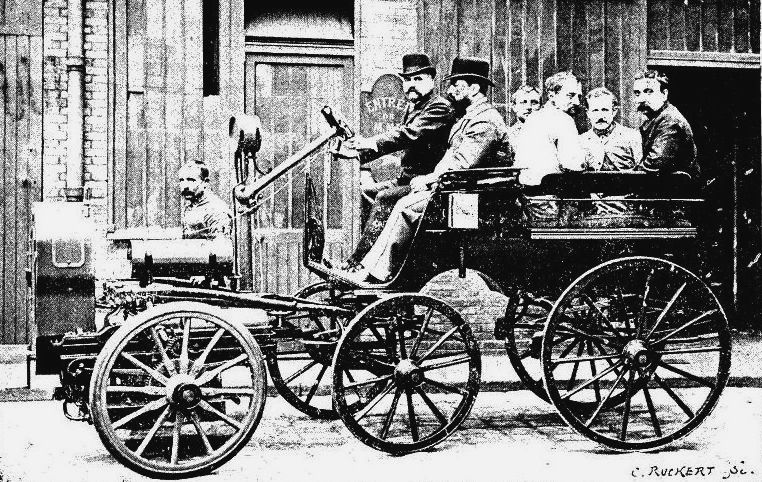
Amiot Avant attelage moteur (1897), qui sert de modèle à Combes pour sa voiture tracteuse électrique.

L’entreprise basée à Colombes a commencé à produire des automobiles en 1900. Le nom de la marque était Combes. L’usine était située au numéro 27 du Rue Centrale. L’entreprise produisait des Avant-Trains électriques basés sur le principe de A. P. L’abréviation est susceptible de signifier Amiot-Péneau en instance Asnières-sur-Seine au 27 Calle d’Anjou. Cette entreprise fabriquait l’Avant-Train depuis 1897. Amiot a eu des contacts avec la compagnie Électrique O. Patin pour y acheter des moteurs électriques.